# Barry McGuire
Barry McGuire (né le 15 octobre 1935) est un auteur-compositeur-interprète américain de musique chrétienne contemporaine, principalement connu pour la chanson Eve of Destruction écrite par P. F. Sloan en 1965.

## Biographie
Barry McGuire est né le 15 octobre 1935 à Oklahoma City. À l’âge de 2 ans, il déménage en Californie. 

### Carrière
Il sort un premier single, The Tree, en 1961 suivi de son premier album Barry Here and Now en 1962. En 1965, il sort la chanson Eve of Destruction qui sera un succès. En 1971, il expérimente une nouvelle naissance et devient chrétien évangélique. En 1976, il devient le premier artiste à signer avec le label Sparrow Records.